# Jurbanita
La jurbanita es un mineral de la clase de los minerales sulfatos. Fue descubierta en 1976 en una mina del municipio de San Manuel, en Arizona (EE. UU.) por Joseph J. Urban, recolector de minerales estadounidense en cuyo honor fue nombrada así.

## Características químicas
Químicamente es un hidroxisulfato de aluminio hidratado, dimorfo del mineral rostita que tiene la misma fórmula química pero cristaliza en sistema ortorrómbico. Ambos están relacionados con el mineral khademita, de fórmula parecida pero con flúor en lugar de hidroxilo.

## Formación y yacimientos
Aparece como mineral secundario raro en forma de costras sobre las superficies de túneles húmedos en las zonas oxidadas de los yacimientos de minerales sulfuros en rocas con aluminio, al parecer depositados directamente del agua de la mina a unos 27 °C y 100% de humedad.
Suele encontrarse asociado a otros minerales como: epsomita, hexahidrita, pickeringita, starkeyita, rostita, yeso, metavoltina, ferrinatrita, sideronatrita, tamarugita o uklonskovita.
Las principales minas en las que se encuentra están en Arizona y en Siena (Italia).